# Kristinn Hrafnsson
Kristinn E. Hrafnsson (1960) é um jornalista investigação islandês e porta-voz do WikiLeaks.